# Point de trouble
Dans l’industrie pétrolière, le point de trouble d’une coupe (ou d’un produit) est la température à laquelle la coupe présente des particules solides.
Pour la mesurer, on réchauffe d'abord la matière afin qu'elle se présente sous forme d'un liquide limpide, puis on la refroidit lentement (de 0,5 à 1 °C/min) jusqu'à ce que l'on observe que le liquide se trouble, avec l'apparition des premiers cristaux. Le mode opératoire de cette mesure est défini par des normes ASTM, NF, EN et IP,,.
En général, on utilise cette mesure pour analyser les coupes kérozène et gazole ; le point de trouble est essentiel pour caractériser la température en dessous de laquelle les cristaux qui se matérialisent vont commencer à s'accumuler dans les pores du filtre à carburant et à boucher celui-ci, conduisant à l'arrêt du moteur.